# L'incredulità di padre Brown
L'incredulità di padre Brown è il terzo volume di racconti gialli dello scrittore inglese G.K.Chesterton, composto nel 1926 e facente parte della raccolta di libri che ha come protagonista padre Brown.

## Composizione
Ogni libro della raccolta è composto da storie brevi, qui di seguito i titoli che vanno a comporre L'incredulità di padre Brown:
- La resurrezione di padre Brown, titolo originale The resurrection of Father Brown
- La freccia del destino, titolo originale The arrow of heaven
- L'oracolo del cane, titolo originale The oracle of the dog
- Il miracolo della Mezzaluna, titolo originale The miracle of Moon Crescent
- La maledizione della croce d'oro, titolo originale The curse of the golden cross
- Il pugnale alato, titolo originale The dagger with wings
- La maledizione dei Darnaway, titolo originale The doom of the Darnaways
- Lo spettro di Gideon Wise, titolo originale The ghost of Gideon Wise

## Edizioni
- G.K.Chesterton, L'incredulità di padre Brown, traduzione di Ferrari P., Chestertoniana, Piemme, 1998,  pp.248, ISBN 978-88-384-2906-4.
- G.K.Chesterton, L'incredulità di padre Brown, Chestertoniana, Morganti, 2010,  pp.288, ISBN 978-88-95916-18-7.